# Laimosemion sape
Laimosemion sape es un pez de agua dulce la familia de los rivulines en el orden de los ciprinodontiformes.

## Distribución geográfica
Se encuentran en ríos de América del Sur, en las cuencas fluviales del río Paragua y el río Caroní, en Venezuela.

## Hábitat
Viven en pequeños cursos de agua de clima tropical, de comportamiento bentopelágico y no migrador.